# Тарновский, Станислав
Станислав Тарновский (пол. Stanisław Tarnowski), граф, псевдоним «Эдвард Рембовский», «Святовид» (пол. Edward Rembowski, Światowid, 7 ноября 1837, Дзиков (теперь часть Тарнобжега) — 31 декабря 1917, Краков) — польский историк литературы, литературный критик, политический публицист, лидер краковских консерваторов, профессор и ректор Ягеллонского университета, президент Академии знаний в Кракове.

## Жизнеописание
Происходил из польской аристократической семьи Тарновских герба «Лелива». Второй сын графа Яна Богдана Тарновского (1805—1850) и Габриэлы Малаховской (1800—1862). Двоюродным братом был Владислав Тарновский, поэт и драматург, композитор. Сестра Станислава, Валерия (1830—1914) вышла замуж в 1855 году за Францишка Мицельского (землевладельца, общественного и политического деятеля) и была матерью Ежи Мицельского — историка искусства.
Посещал гимназию Святой Анны в Кракове (1850—1854), затем изучал право (1855—1858) и филологию (1858—1861, в частности, у Кароля Мечежинского) в Ягеллонском университете. Потом продолжал филологические студии в университете в Вене (1861). Тогда же наладил связи с отелем Ламбер, был галицким корреспондентом Политического бюро гостиницы Ламбер, а во время пребывания в Париже в рамках деятельности Бюро сотрудничал с Юлианом Клачко и Валерианом Калинкой. За сотрудничество с Народным Комитетом во время Польского восстания (в том числе в организации повстанческого отряда под руководством Зигмунта Иордана) был арестован австрийскими властями в Оломоуце.
После помилования стал во главе краковских консерваторов (так называемых станчиков, 1865). Также создал (совместно с Юзефом Шуйским), редактировал и издавал месячник «Обзор Польский» (пол. Przegląd Polski), объявил программный манифест консерваторов («Папка Станчика», 1868—1869 годы, совместно с Шуйским, Станиславом Козьмяном и Людвиком Водзицким), заседал в Галицком сейме (1867—1875), позже — в верхней палате австрийского парламента в Вене (с 1885). В 1870 году стал совладельцем газеты «Время», которая вскоре стала основным печатным органом консерваторов.
В 1870 году защитил докторат в Ягеллонском университете (на основе его работы «Король Станислав Лещинский как политический писатель») и получил также хабилитацию, а годом позже — титул чрезвычайного профессора и должность руководителя Кафедры истории польской литературы. Быстрая процедура назначения Тарновского на пост руководителя кафедры была поддержана для того, чтобы заблокировать кандидатуру Юзефа Игнацыя Крашевского, которого не очень любили в среде консерваторов. В 1879 Тарновский стал ординарным профессором, а в академический 1882—1883 год был деканом Филологического факультета; два раза исполнял функции проректора Ягеллонского университета (1887/1888, 1900/1901), также два раза — ректора (1886/1887, 1899/1900). Также руководил Отделом литературного семинара славянской филологии (с 1888), а также был в экзаменационной комиссии для кандидатов на должность учителя гимназий и реальных школ (с 1870). Вышел на пенсию в 1909 году.
В 1873 году стал действующим членом Академии знаний в Кракове (впоследствии Польская академия знаний). В 1878—1882 гг. выполнял функции секретаря I отдела академии, а в 1883 году занял место покойного Юзефа Шуйского на посту генерального секретаря Академии знаний. С 1890 года был вторым (после Юзефа Маєра) президентом Академии. В академии больше занимался делами Комиссии по исследованиям в области истории литературы и образования в Польше (1875—1893) и Исторической комиссии (1883—1891). В 1880 году стал почётным членом Познанского общества приятелей наук (пол. Poznańskie Towarzystwo Przyjaciół Nauk). Был известным оратором, произносил речи в честь различных общественных и народных праздников. В 1884 году организовал в Кракове Общепольский съезд имени Яна Кохановского. Подарил Папе Римскому Льву XIII картину Яна Матейко «Ян Собеский под Веной». Был отмечен Командорским Крестом со Звездой Ордена Францишка Юзефа (1887), а посмертно — Командорским Крестом Ордена Возрождения Польши (1936).
За 40 лет руководства Кафедрой истории польской литературы Ягеллонского университета была воспитана целая плеяда выдающихся студентов. Среди них были Михал Бобржинский, Константы Гурский, Юзеф Калленбах, Станислав Пигонь, Казимеж Пшерва-Тетмайер, Люцьян Рыдель и другие.
В частной жизни его считали прямолинейным человеком с чувством юмора.

## Научная деятельность

### Научные интересы
Тарновский Станислав занимался историей польской литературы Возрождения и романтизма, методологией истории литературы, литературной критикой. Не очень любил литературу позитивизма и Молодой Польши (Literatura Młodej Polski). Также сферу исследований истории литературы расширил и на историков и политических авторов. Например, он исследовал вклад Анджея Фрича-Моджевского.
Больше всего его интересовал психологический портрет автора, в меньшей степени — биография. Его основной работой была «История польской литературы» (пол. Historia literatury polskiej в шести томах, 1900—1907), которая была одной из первых презентаций истории духовной культуры. Однако эта работа попала под критику как устаревшая и из-за недостаточного понимания новейшей литературы. Тарновский указывал на гиперболизированные и сентиментальные тона в поэзии Словацкого, в частности имел дискуссию на эту тему с историком литературы Витором Ханом. Первым критиковал творчество Винценты Поля, Теофила Ленаровича, Юзефа Богдана Залеского.
Вклад Тарновского критически оценивали Станислав Бжозовский, Вильгельм Фельдман, Стефан Жеромский, Тадеуш Бой-Желеньский и другие.

### Научные труды
- Frycz Modrzewski o poprawie Rzeczypospolitej (1867)
- Rozprawa o Juliuszu Słowackim (1867)
- O Łukaszu Górnickim (1868)
- O Piotrze Grabowskim (1869)
- O korespondencyi Mickiewicza (1870)
- «Dworzanin» Górnickiego (1871)
- Romans polski w początkach XIX-ego wieku (1871)
- Stefana Garczyńskiego «Wacław» i drobne poezje (1872)
- O księdzu Kaysiewiczu (1873)
- O Krzysztofie Warszewickim (1874)
- Komedye Aleksandra hr. Fredry (1876)
- Pisarze polityczni XVI wieku (1886, 2 tomy)
- Ksiadz Waleryan Kalinka (1887)
- Henryk Rzewuski (1887)
- Jan Kochanowski (1888)
- Zygmunt Krasiński (1893, 2 tomy)
- Henryk Sienkiewicz (1897)
- Matejko (1897)
- Julian Klaczko (1909)
- O literaturze polskiej XIX wieku (1977, redaktor Henryk Markiewicz)

## Семья
16 апреля 1874 года в Париже Станислав Костка Тарновский женился на графине Розе Марии Августе Браницкой (3 августа 1854 — 23 февраля 1942), дочери Константина Гжегожа Браницкого (1824—1884) и Ядвиги Потоцкой (1827—1916). У супругов было трое детей:
- Эльжбета Тарновская (19 ноября 1875 — 28 октября 1955), муж с 1898 года Янош Михай Эстерхази (1864—1905), мать Яноша Эстерхази
- Ядвига Тарновская (20 июня 1879 — 22 июля 1945), муж с 1901 года граф Хиларий Александр Бнинский (1873—1946)
- Иероним Ян Тарновский (12 августа 1884 — 31 октября 1945), женат с 1914 года на Ванде Замойской (1892—1965).